# Campeonato Mundial de Atletismo em Pista Coberta de 2018 - Revezamento 4x400 m masculino
A prova dos 4 x 400 metros estafetas masculino do Campeonato Mundial de Atletismo em Pista Coberta de 2018 ocorreu entre os dias 3 de março e 4 de março na Arena Birmingham, em Birmingham, no Reino Unido. 

## Recordes
Antes desta competição, os recordes mundiais e do campeonato nesta prova eram os seguintes:
|                       | Nacionalidade  | Tempo     | Local | Data               |
| --------------------- | -------------- | --------- | ----- | ------------------ |
| Recorde mundial       | Estados Unidos | 3m 02s 13 | Sopot | 9 de março de 2014 |
| Recorde do campeonato | Estados Unidos | 3m 02s 13 | Sopot | 9 de março de 2014 |

Os seguintes recordes foram estabelecidos durante esta competição:
| Data       | Evento | Atleta                                                     | Nacionalidade | Tempo     | Notas |
| ---------- | ------ | ---------------------------------------------------------- | ------------- | --------- | ----- |
| 4 de março | Final  | Karol Zalewski Rafał Omelko Łukasz Krawczuk Jakub Krzewina | Polónia       | 3m 01s 77 | ,     |

## Medalhistas
| Ouro                                                                                          | Prata | Bronze                                                                    |
| Polónia · Karol Zalewski · Rafał Omelko · Łukasz Krawczuk · Jakub Krzewina · Patryk Adamczyk* | Estados Unidos · Fred Kerley · Michael Cherry · Aldrich Bailey · Vernon Norwood · Marqueze Washington* · Paul Dedewo* | Bélgica · Dylan Borlée · Jonathan Borlée · Jonathan Sacoor · Kevin Borlée |

* Competiram apenas nas eliminatórias

## Cronograma
Todos os horários são locais (UTC+0).
| Data       | Hora  | Evento  |
| ---------- | ----- | ------- |
| 2 de março | 12:31 | Bateria |
| 4 de março | 17:25 | Final   |

## Resultados

### Bateria
Qualificação: 2 atletas de cada bateria  (Q) mais os 2 melhores qualificados (q).  
| Posição | Bateria | Raia | Atleta               | Nacionalidade                                                          | Tempo   | Notas                |
| ------- | ------- | ---- | -------------------- | ---------------------------------------------------------------------- | ------- | -------------------- |
| 1       | 2       | 6    | Estados Unidos       | Fred Kerley, Marqueze Washington, Paul Dedewo, Vernon Norwood          | 3:04.00 | Q                    |
| 2       | 1       | 6    | Bélgica              | Dylan Borlée, Jonathan Borlée, Jonathan Sacoor, Kevin Borlée           | 3:05.22 | Q,                   |
| 3       | 1       | 5    | Polónia              | Karol Zalewski, Patryk Adamczyk, Łukasz Krawczuk, Jakub Krzewina       | 3:05.24 | Q,                   |
| 4       | 2       | 5    | Grã-Bretanha         | Owen Smith, Sebastian Rodger, Jamal Rhoden-Stevens, Grant Plenderleith | 3:05.29 | Q,                   |
| 5       | 1       | 3    | Trinidad e Tobago    | Renny Quow, Jereem Richards, Machel Cedenio, Lalonde Gordon            | 3:05.96 | q,                   |
| 6       | 1       | 4    | Chéquia              | Michal Desenský, Vít Müller, Filip Šnejdr, Patrik Šorm                 | 3:06.40 | q,                   |
| 7       | 2       | 2    | Espanha              | Lucas Búa, Manuel Guijarro, Aleix Porras, Samuel García                | 3:07.52 | Recorde da temporada |
| 8       | 2       | 3    | República Dominicana | Juander Santos, Raymond Urbino, Andito Charles, Leonel Bonón           | 3:10.45 | Recorde da temporada |
| 9       | 1       | 2    | Ucrânia              |                                                                        | DNS     |                      |
| 9       | 2       | 4    | Jamaica              |                                                                        | DNS     |                      |

### Final

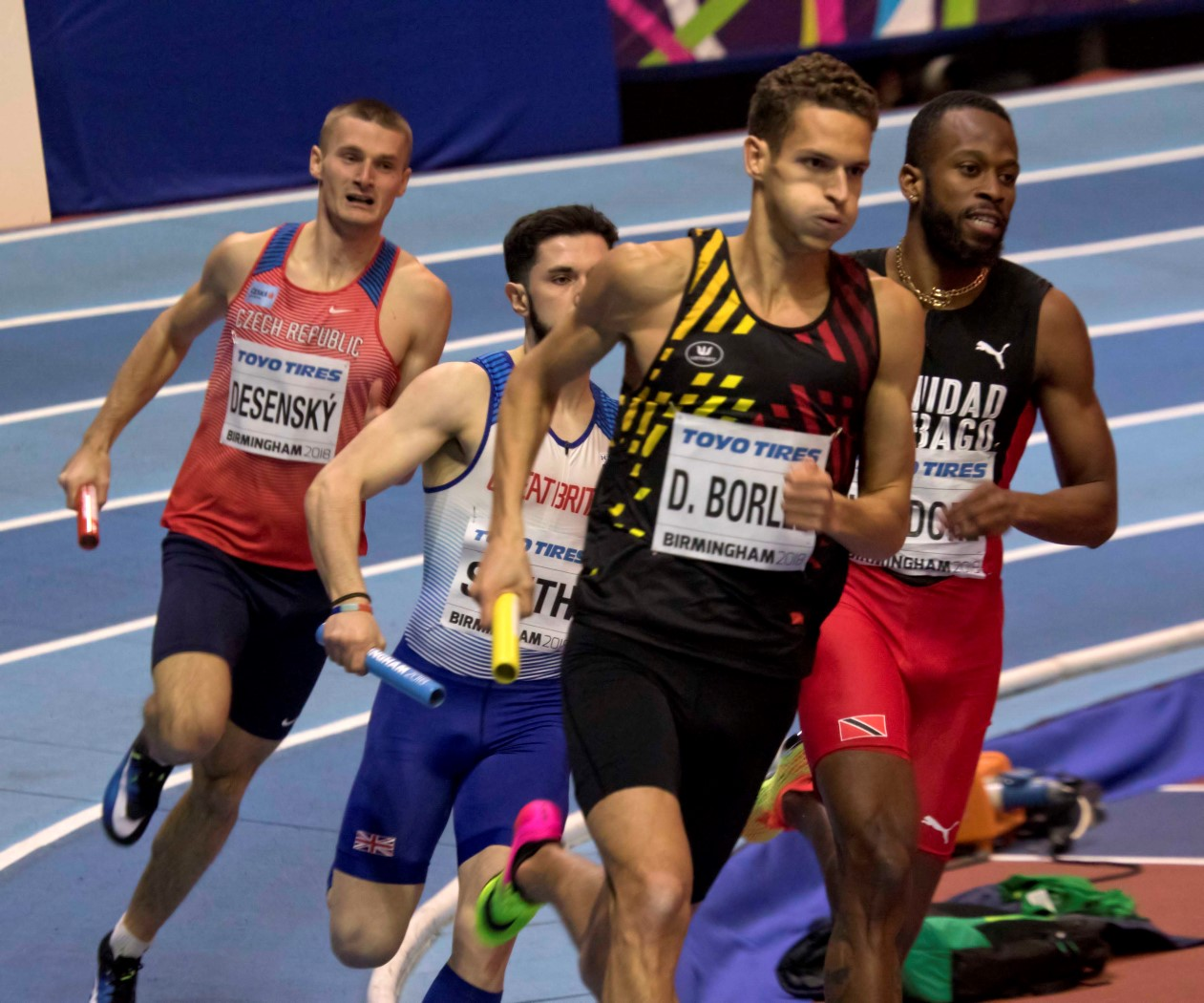
Prova final em andamento

A final ocorreu dia 4 de março às 17:25 
| Posição           | Raia | Atleta            | Nacionalidade                                                      | Tempo   | Notas                |
| ----------------- | ---- | ----------------- | ------------------------------------------------------------------ | ------- | -------------------- |
| Medalha de ouro   | 4    | Polónia           | Karol Zalewski, Rafał Omelko, Łukasz Krawczuk, Jakub Krzewina      | 3:01.77 | ,                    |
| Medalha de prata  | 6    | Estados Unidos    | Fred Kerley, Michael Cherry, Aldrich Bailey Jr., Vernon Norwood    | 3:01.97 | Recorde da temporada |
| Medalha de bronze | 5    | Bélgica           | Dylan Borlée, Jonathan Borlée, Jonathan Sacoor, Kevin Borlée       | 3:02.51 | Recorde nacional     |
| 4                 | 1    | Trinidad e Tobago | Deon Lendore, Jereem Richards, Asa Guevara, Lalonde Gordon         | 3:02.52 | Recorde nacional     |
| 5                 | 2    | Chéquia           | Michal Desenský, Patrik Šorm, Filip Šnejdr, Pavel Maslák           | 3:04.87 | Recorde da temporada |
| 6                 | 3    | Grã-Bretanha      | Owen Smith, Grant Plenderleith, Jamal Rhoden-Stevens, Lee Thompson | 3:05.08 | Recorde da temporada |

Legenda
| Recorde mundial       | Recorde mundial (World record)               |                       | Recorde africano                      | Recorde africano (African) |                                           | Q | Classificado por posição (Qualified) |
| Recorde do campeonato | Recorde do campeonato (Championship record)  | Recorde da América    | Recorde da América (Americas)         | q                          | Classificado por melhor tempo (Qualified) |   |                                      |
| Melhor marca do ano   | Melhor marca do ano (World leading)          | Recorde asiático      | Recorde asiático (Asian)              | DNS                        | Não largou (Did not start)                |   |                                      |
| Recorde nacional      | Recorde nacional (National record)           | Recorde europeu       | Recorde europeu (European)            | DNF                        | Não terminou (Did not finish)             |   |                                      |
| Recorde pessoal       | Recorde pessoal do atleta (Personal best)    | Recorde da Oceania    | Recorde da Oceania (Oceania)          | DSQ / DQ                   | Desclassificado (Disqualified)            |   |                                      |
| Recorde da temporada  | Recorde da temporada do atleta (Season best) | Recorde sul-americano | Recorde sul-americano (South America) | NM                         | Sem marca (No mark)                       |   |                                      |